# Ghosts on Magnetic Tape
Ghosts on Magnetic Tape è il quarto album in studio del musicista britannico Bass Communion, pubblicato nel 2004 dalla Headphone Dust.

## Tracce
1. Ghosts on Magnetic Tape I – 12:45
2. Ghosts on Magnetic Tape II – 7:02
3. Ghosts on Magnetic Tape III – 10:15
4. Ghosts on Magnetic Tape IV – 8:17
5. Ghosts on Magnetic Tape V – 18:48

Andrew Liles Reconstruction – CD bonus nell'edizione limitata
1. Ghosts on Magnetic Tape (Reconstruction) II – 9:17
2. Ghosts on Magnetic Tape (Reconstruction) I – 11:05
3. Ghosts on Magnetic Tape (Reconstruction) III – 9:56
4. Ghosts on Magnetic Tape (Reconstruction) IV – 10:18
5. Ghosts on Magnetic Tape (Reconstruction) V – 16:33

Traccia bonus nell'edizione LP
1. Ghosts on Magnetic Tape Out-Take – 16:04

## Formazione
- Steven Wilson – strumentazione
- Jonathan Coleclough – campionatore aggiuntivo
- Theo Travis – flauto traverso (traccia 5)